# Afrizal Malna
Afrizal Malna, né le 7 juin 1957 à Jakarta, est un écrivain et poète indonésien.

## Biographie
Afrizal Malna, avant de commencer sa carrière dans l'écriture, étudie au Driyakara College of Philosophy. Ses poèmes sont principalement une expression des aspects matériels de l'existence urbaine. Prenant des images de la vie quotidienne, Malna les juxtapose pour faire émerger le bruit et le chaos de notre existence d'aujourd'hui. Il aime chercher des liens entre différents objets dans ses poèmes, qu'il décrit comme « la grammaire visuelle des choses ». En 1995, Afrizal Malna participe au Festival international des poètes à Rotterdam, Pays-Bas. Il est également un poète vedette sur le Poetry International Web.
Outre la composition de poèmes, Afrizal Malna écrit aussi des nouvelles et publié deux livres de prose en 2004,. Afin de discuter du théâtre à travers l'Indonésie, Afrizal Malna s'est rendu en Suisse et Hambourg.